# 影壁

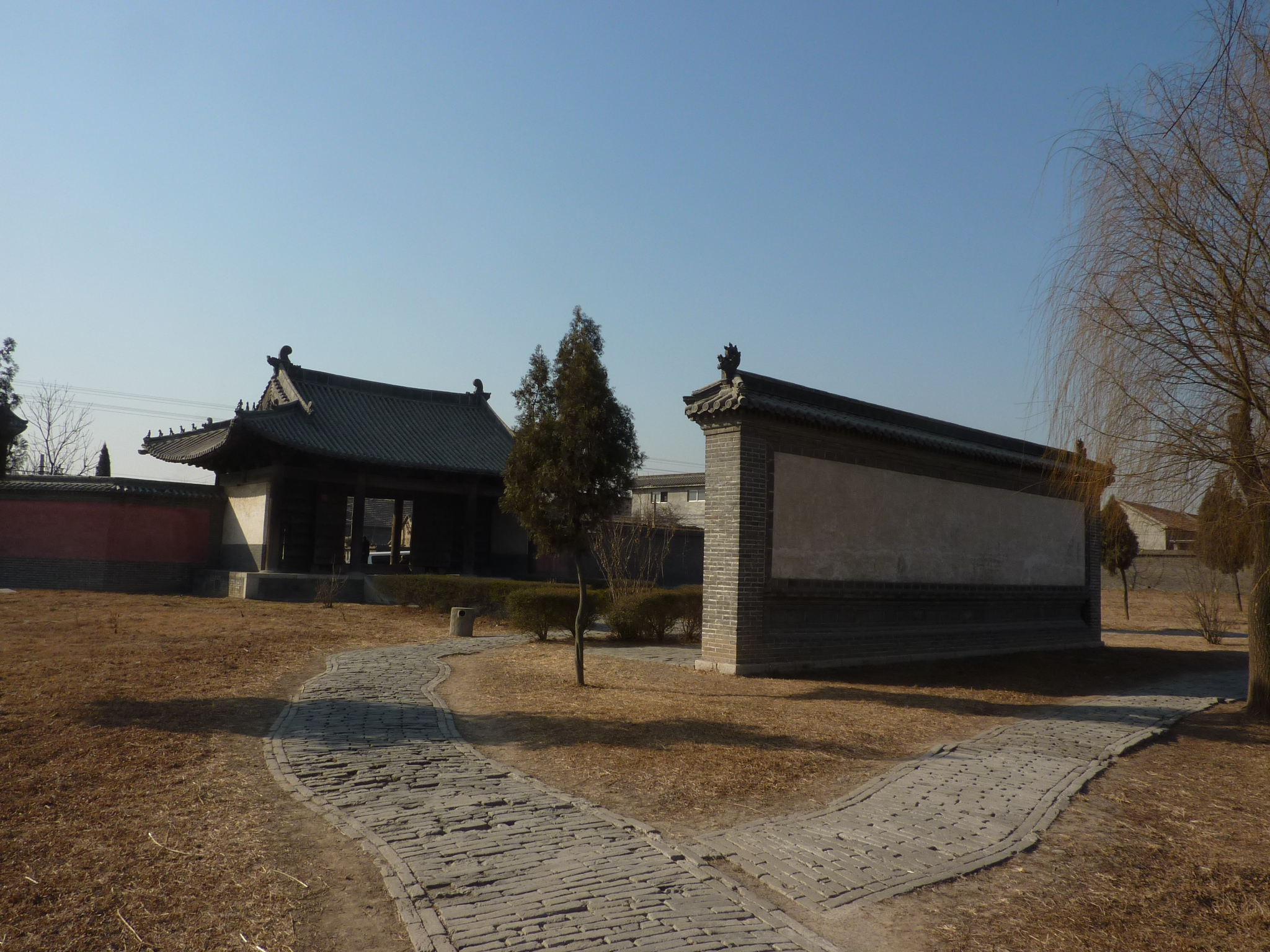
有座、頂、外緣、壁心的一字影壁，為內影壁

影壁，也称照壁，古称萧墙，是中國傳統建築中用于遮挡视线的墙壁。受古代中國文化影響， 越南、琉球部分建築也能看到影壁。屏风的作用与影壁相似，琉球語裡直接把影壁稱為屏風（屏風）。

## 位置
影壁可位于大门内，也可位于大门外，前者称为内影壁，后者称为外影壁。外影壁坐落在大門對面，與大門有小路、衚衕、空地、廣場或庭院相隔。

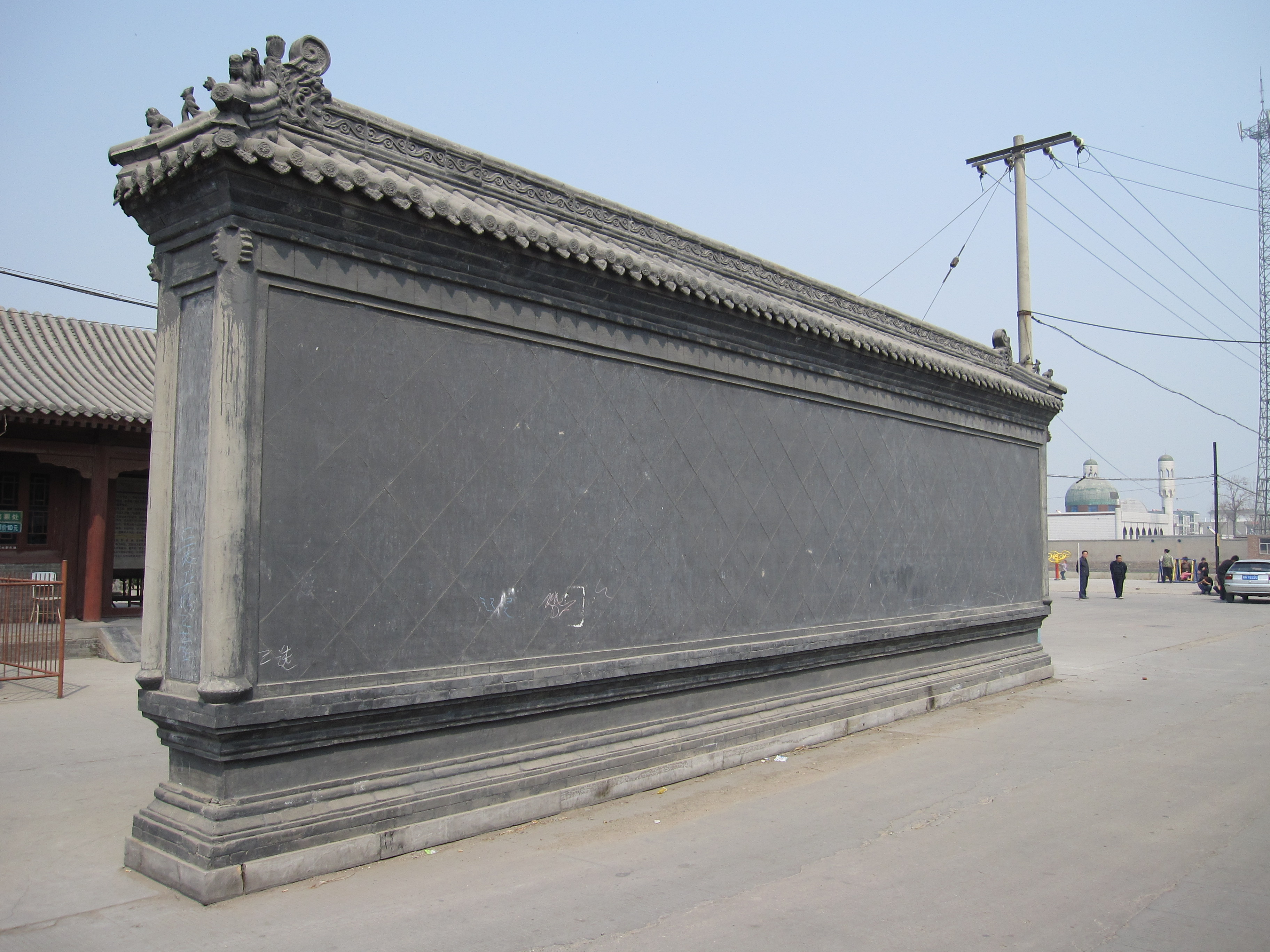
外影壁
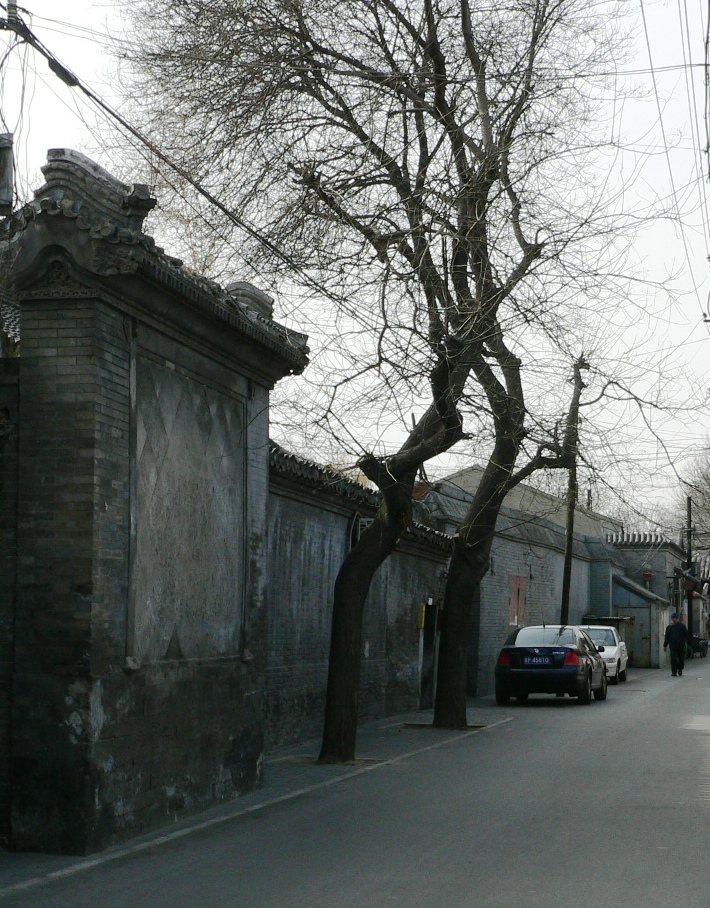
外影壁
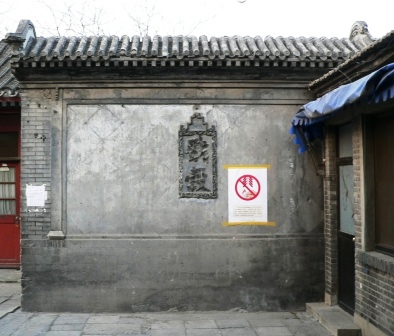
内影壁
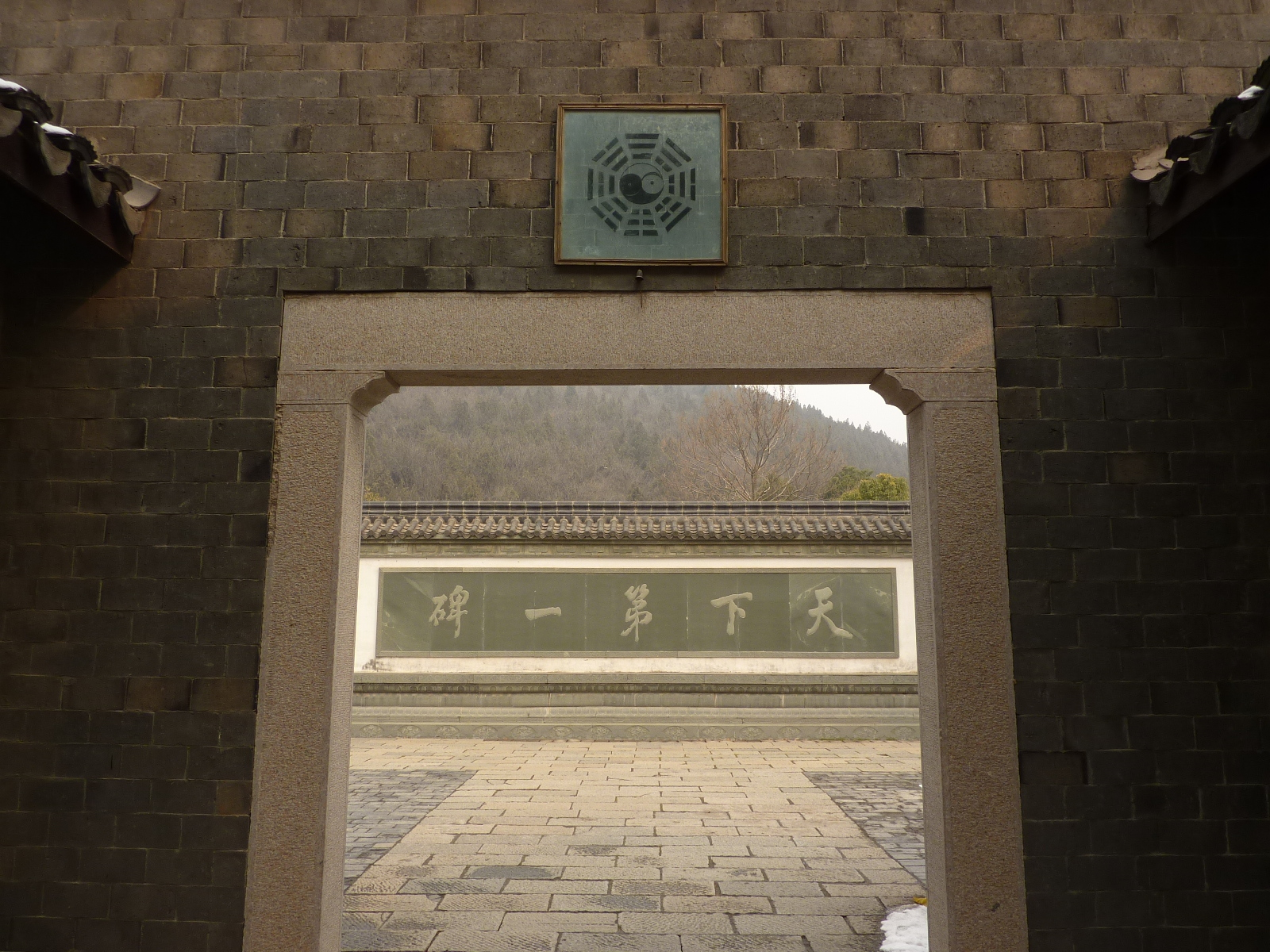
從屋內向外看天下第一碑外影壁

## 形制

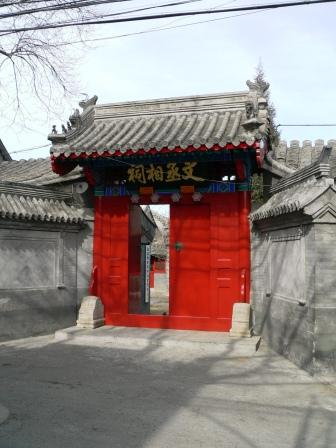
北京文天祥祠的撇山影壁

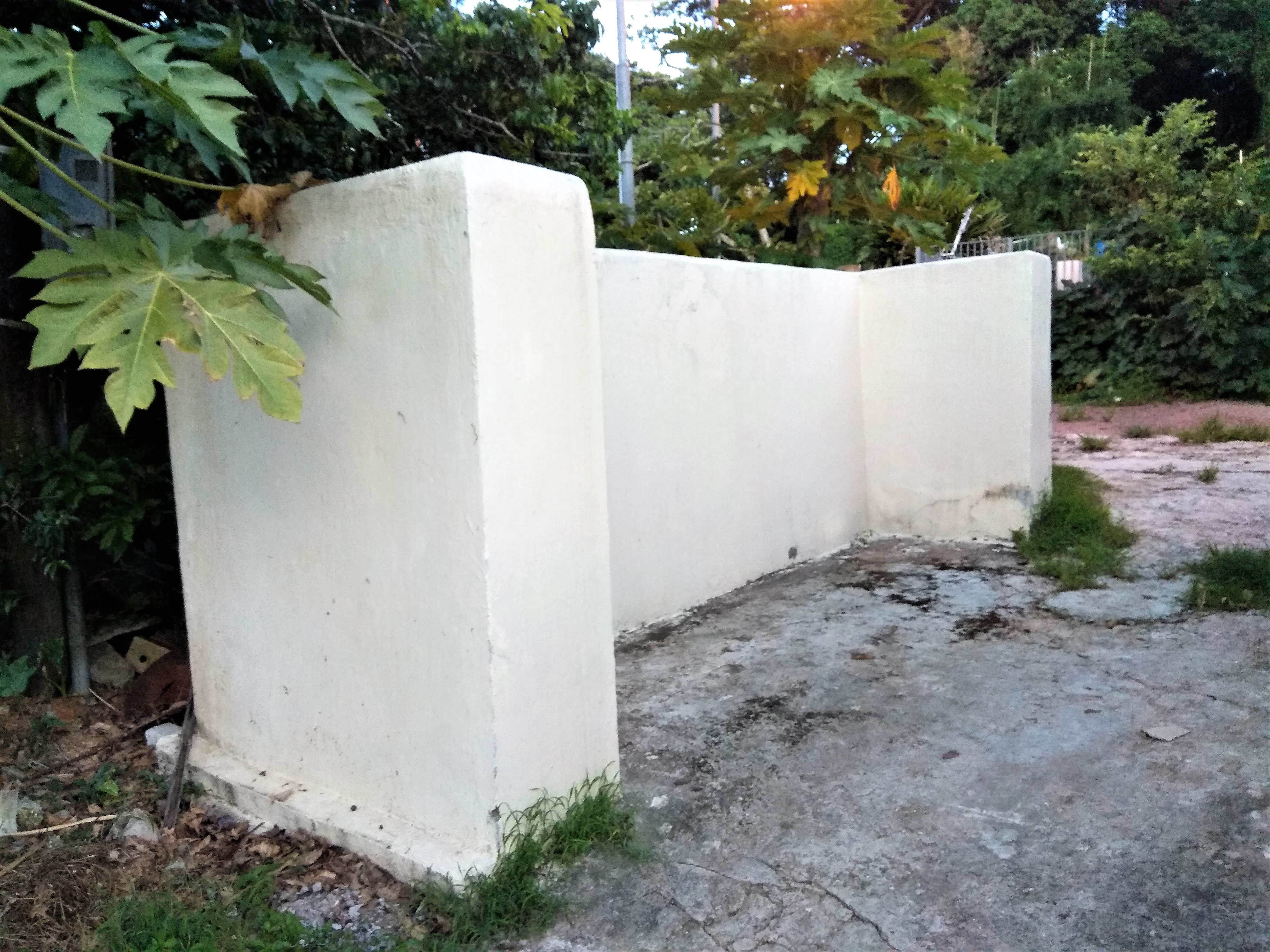
香港企嶺下老圍的雁翅影壁

### 形狀
有一字影壁、雁翅影壁、座山影壁、撇山影壁四種。單獨建造的，稱為獨影壁；鑲砌在山牆之上的稱為跨山影壁、座山影壁。雁翅影壁又稱撇子影壁，呈︹字形。撇山影壁呈八字形，位於大門的的東西兩側。還有一種是直接在門口對面山牆上勾畫出一個假影壁來。

### 構造

台灣新莊文昌祠影壁，正中有麒麟圖案

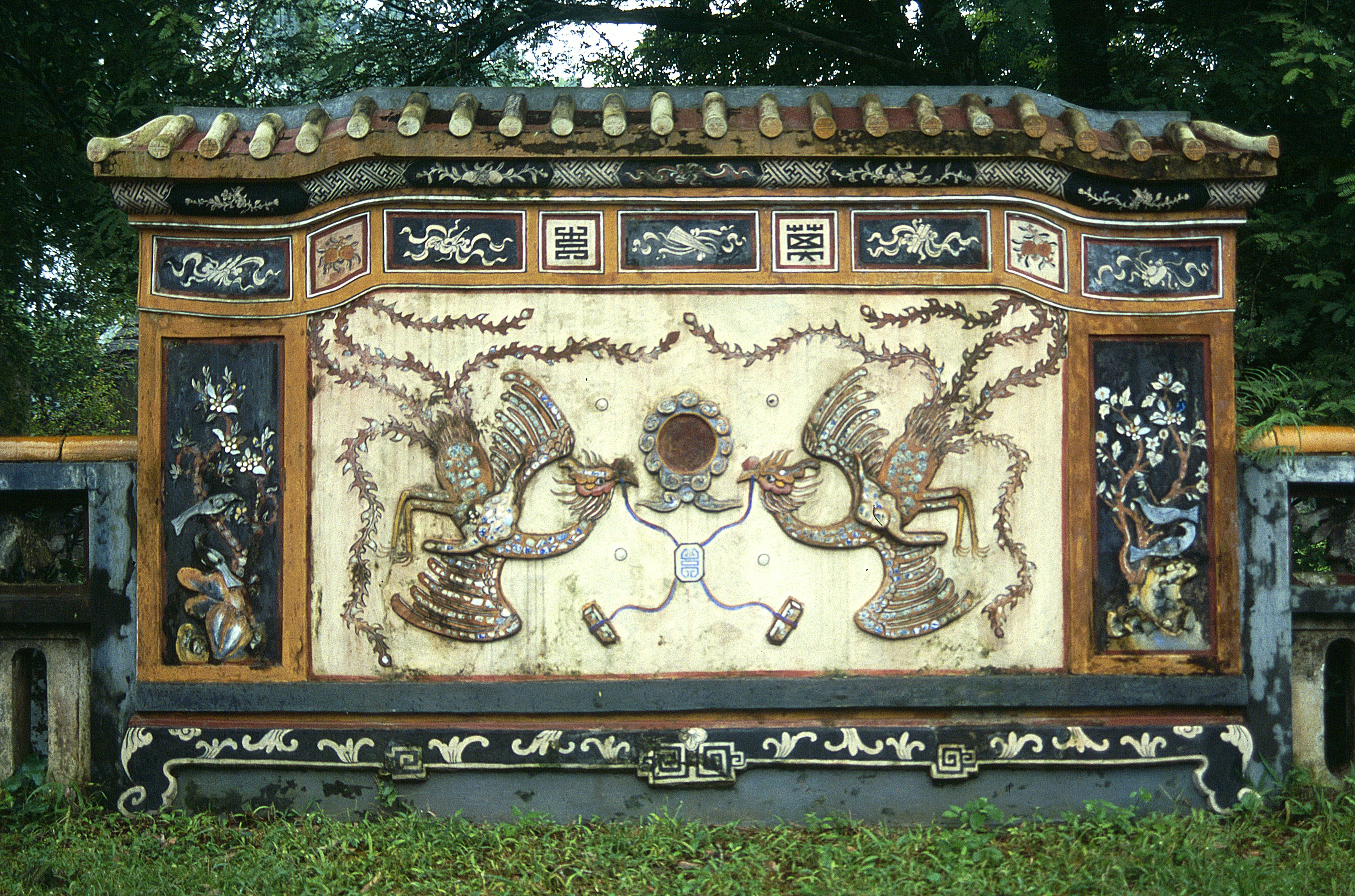
越南順化皇城中的雙鳳朝陽影壁，裝飾豪華

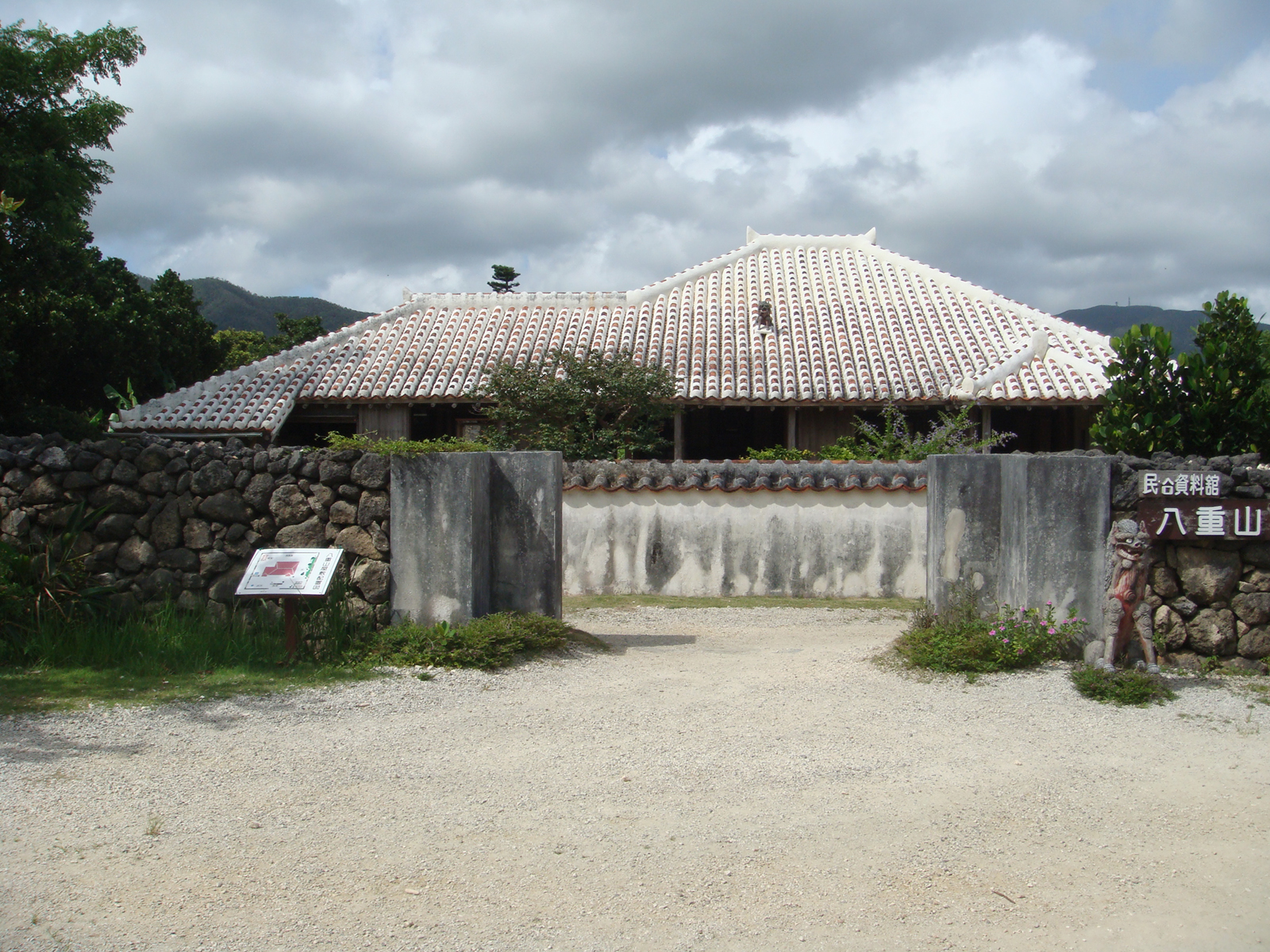
琉球石垣島石垣八重山村森田邸的影壁，有琉球赤瓦屋頂

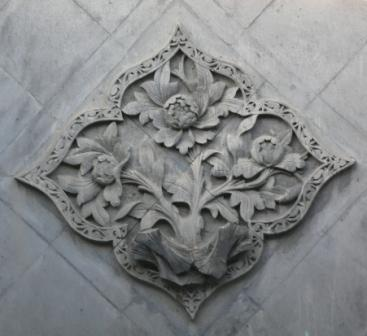
影壁正中精美的砖雕

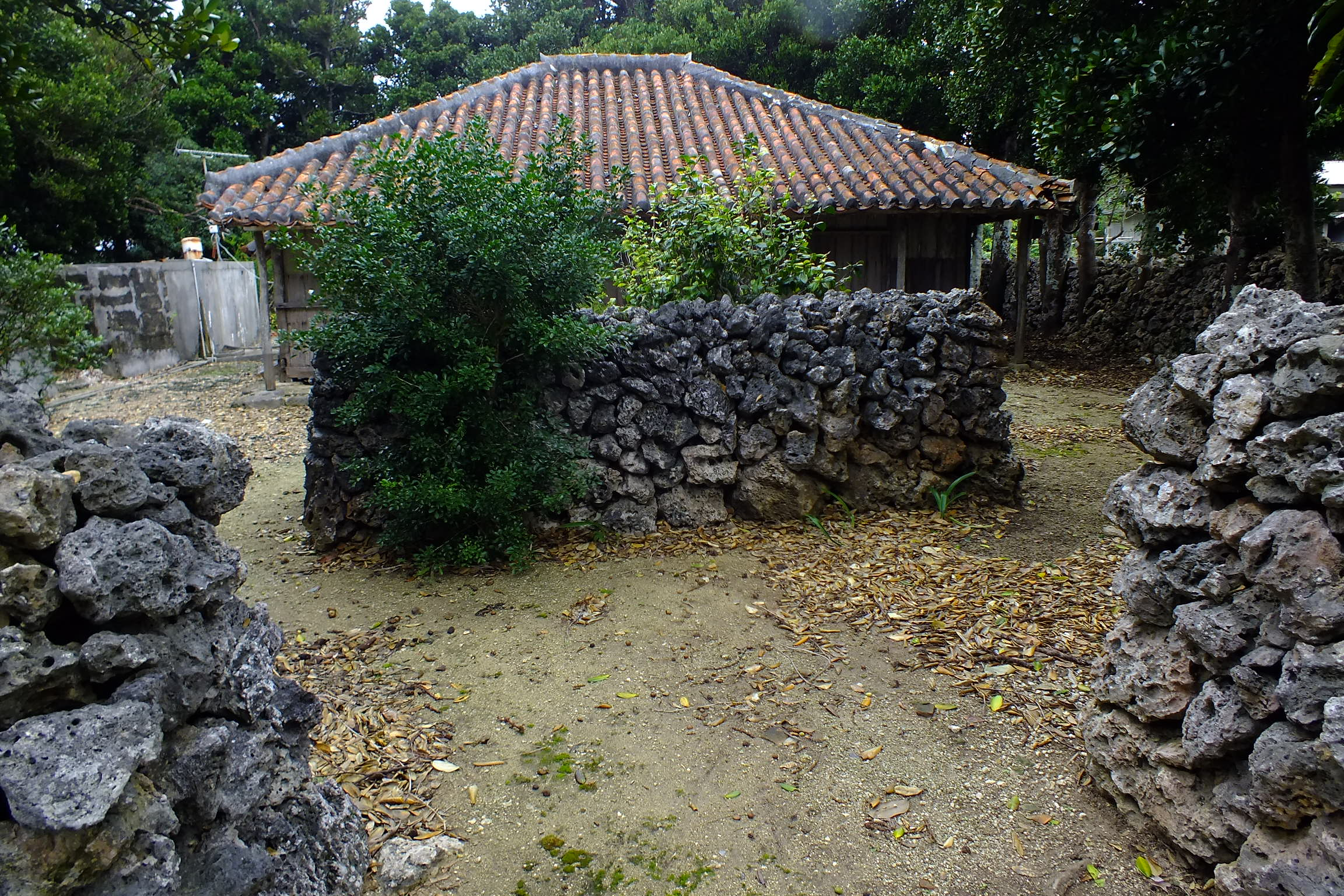
琉球波照間島一間傳統住宅以未經打磨粗石砌成的影壁

影壁由座，身，顶三部分组成，座有须弥座。墙身的中心区域称为影壁心。有些較為簡單的影壁未必有齊三部份，有些沒有基座，也有無頂的，最簡單的只有牆身，有些牆身也沒有外緣和壁心的分界，例如琉球建築有些影壁則只是簡單的石砌牆。
中國和越南的影壁的壁心通常由45度角斜放的方砖贴砌而成，简单一点的影壁可能没有什么装饰，但也必须磨砖对缝非常整齐。琉球的影壁有些有分外緣和壁心，一般沒有任何裝飾，有些影壁還是用未經打磨的粗糙石頭砌成。
豪华的影壁通常装饰有很多吉祥图样的砖雕。影壁墙上的砖雕主要有中心区域的中央和四角，在与屋顶相交的地方也有混枭和连珠。中心方砖上面一边雕刻有中心花、岔角在影壁墙的中央还镶嵌有福寿字的砖匾或者是带有吉祥一味的砖雕。

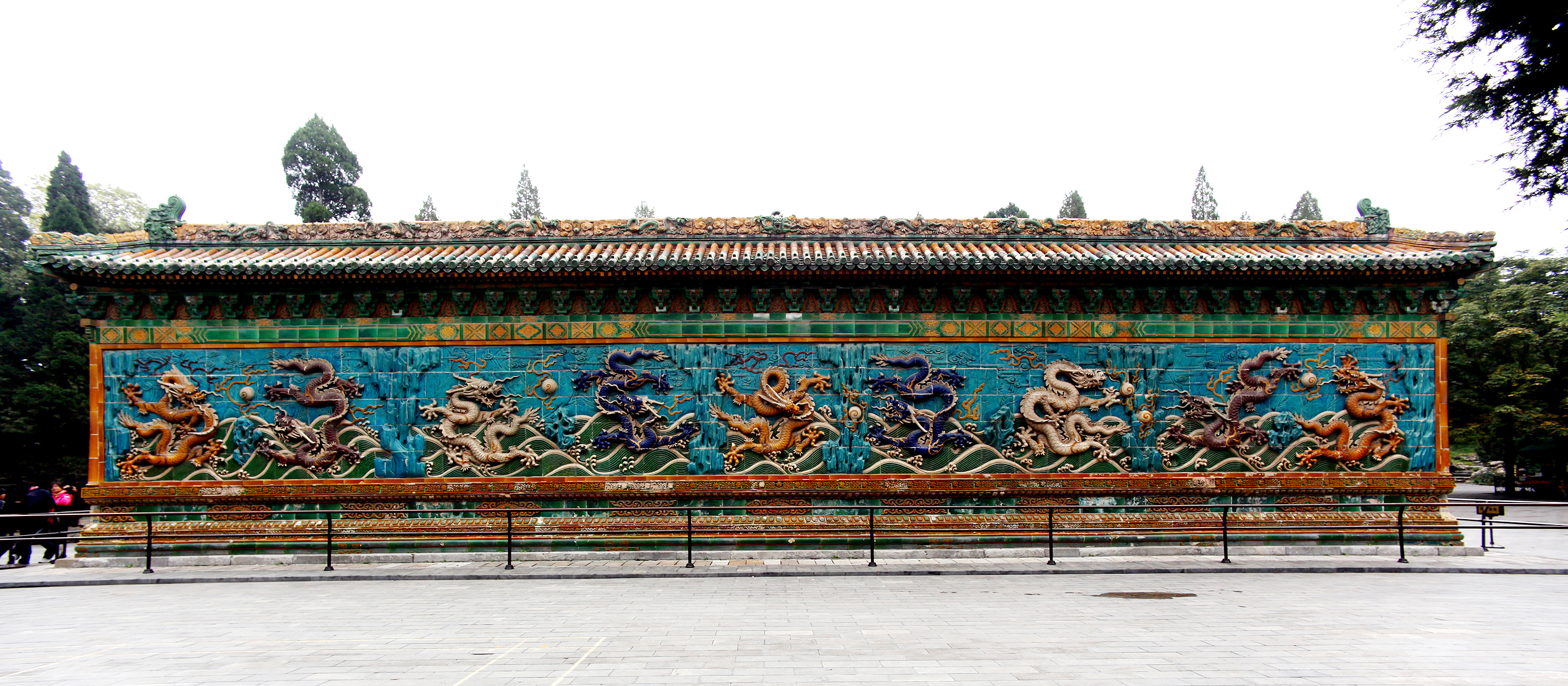
北海九龙壁
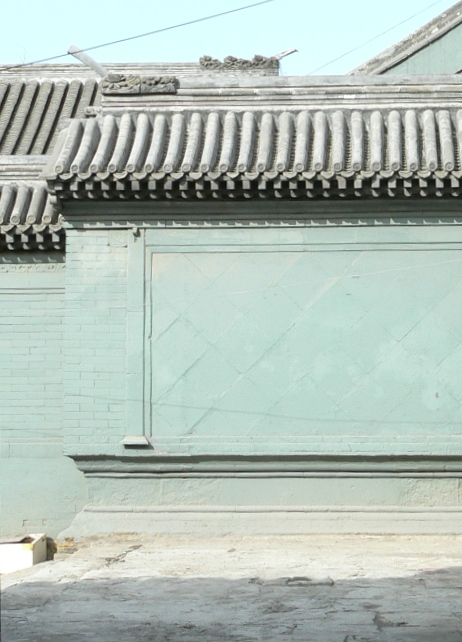
内影壁（须弥座）
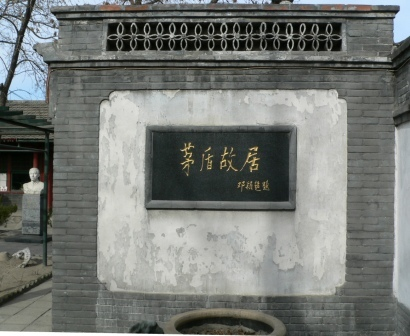
茅盾故居的内影壁
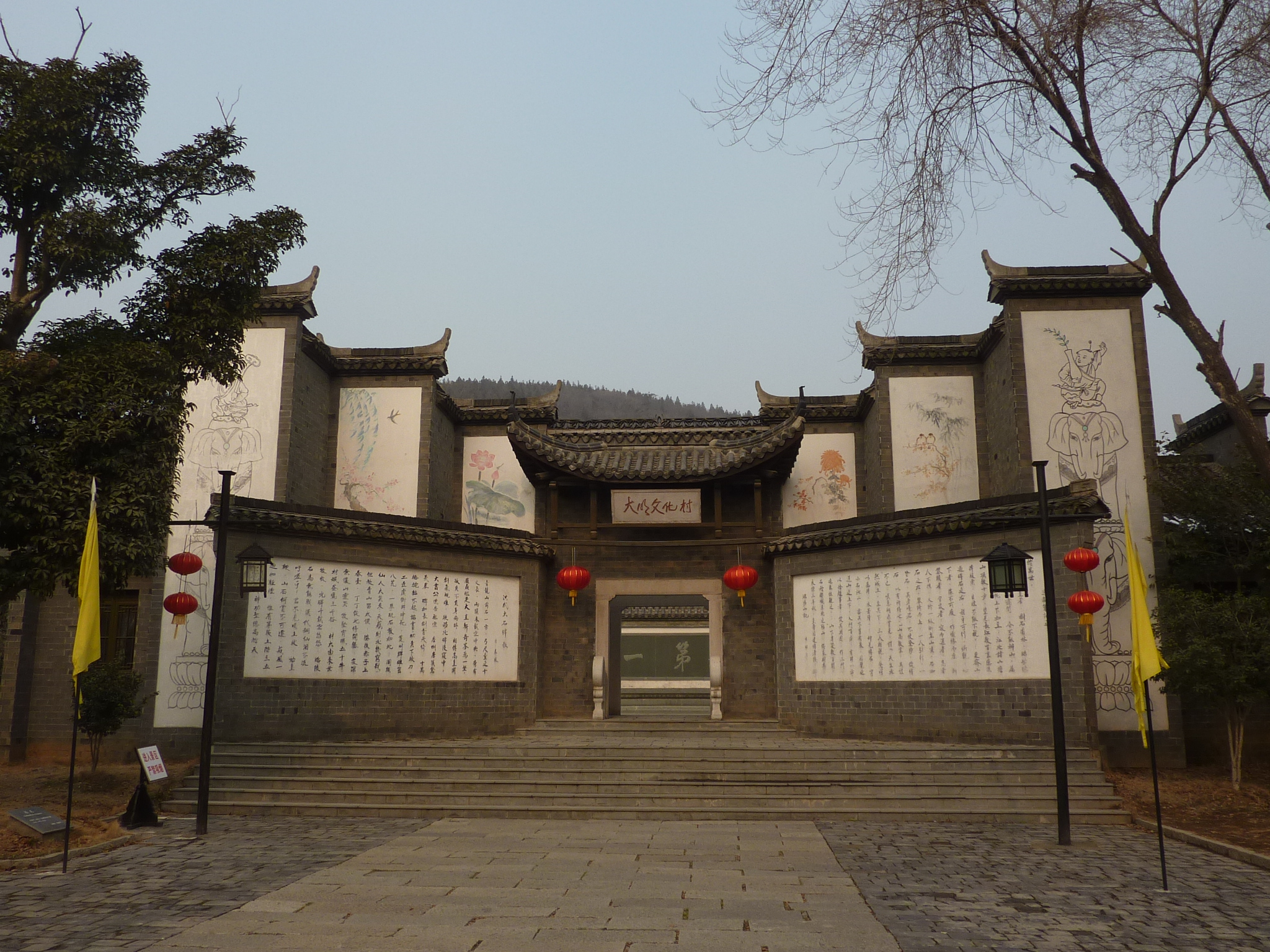
明文化村大門的撇山影壁
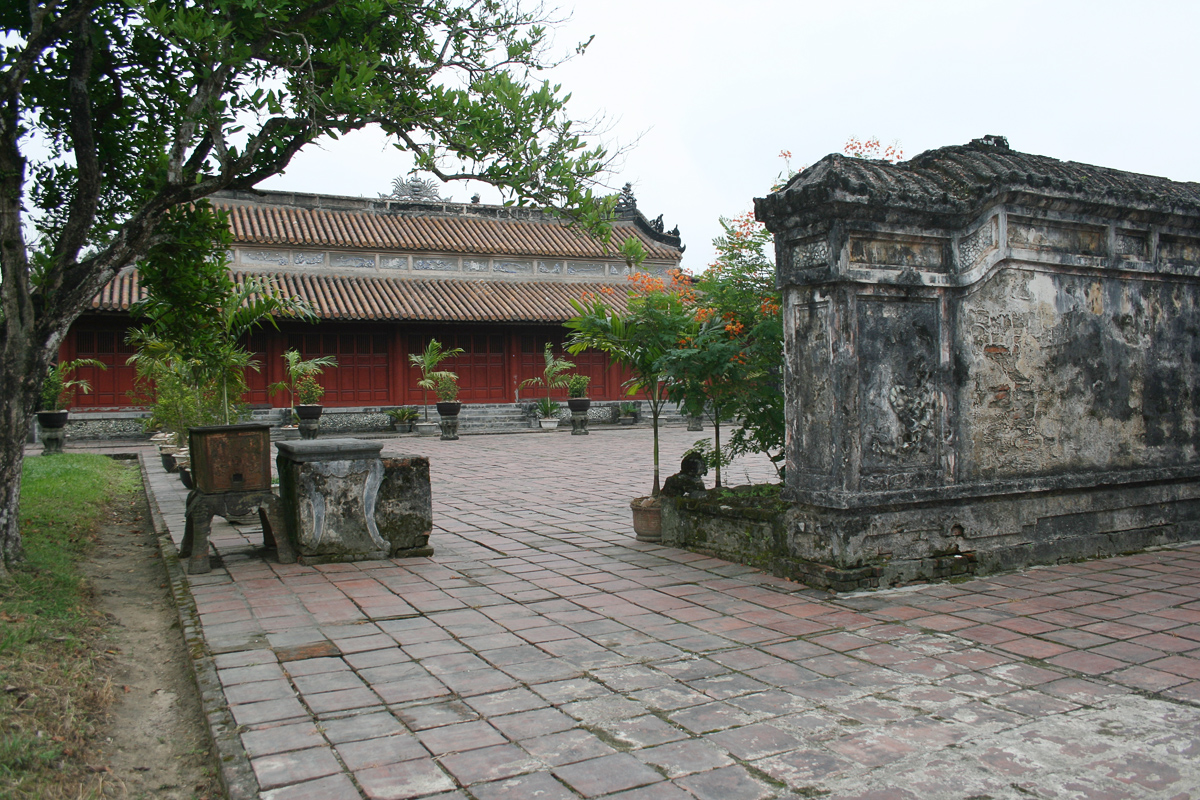
越南安陵前的影壁
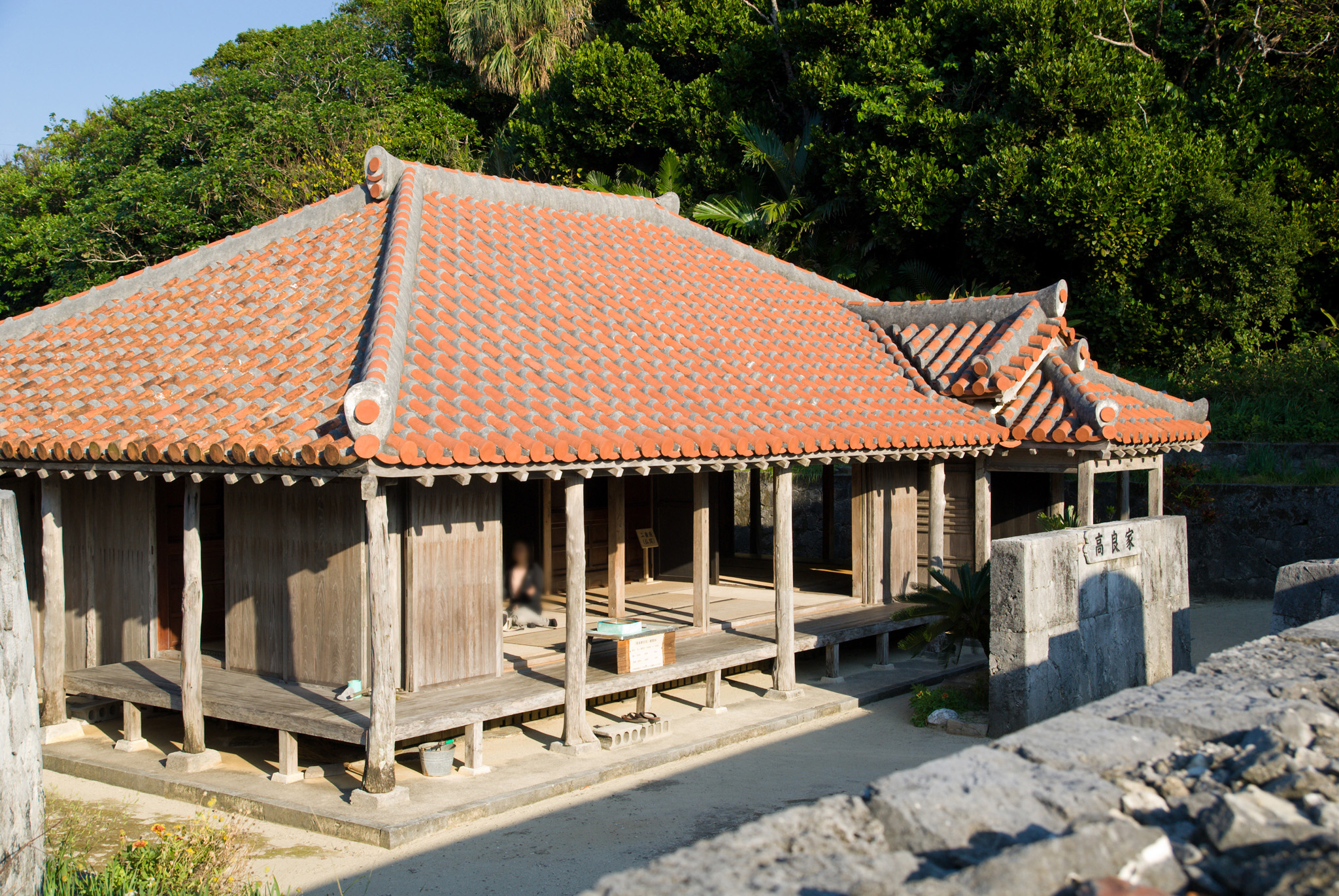
琉球高良家住宅的影壁
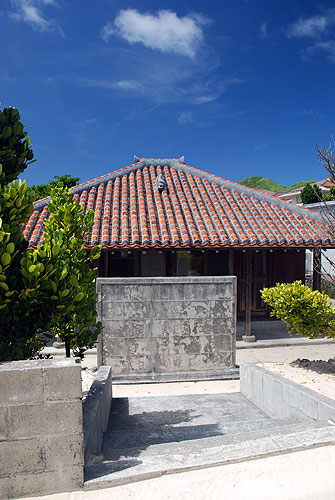
琉球渡名喜村一間傳統住宅的影壁
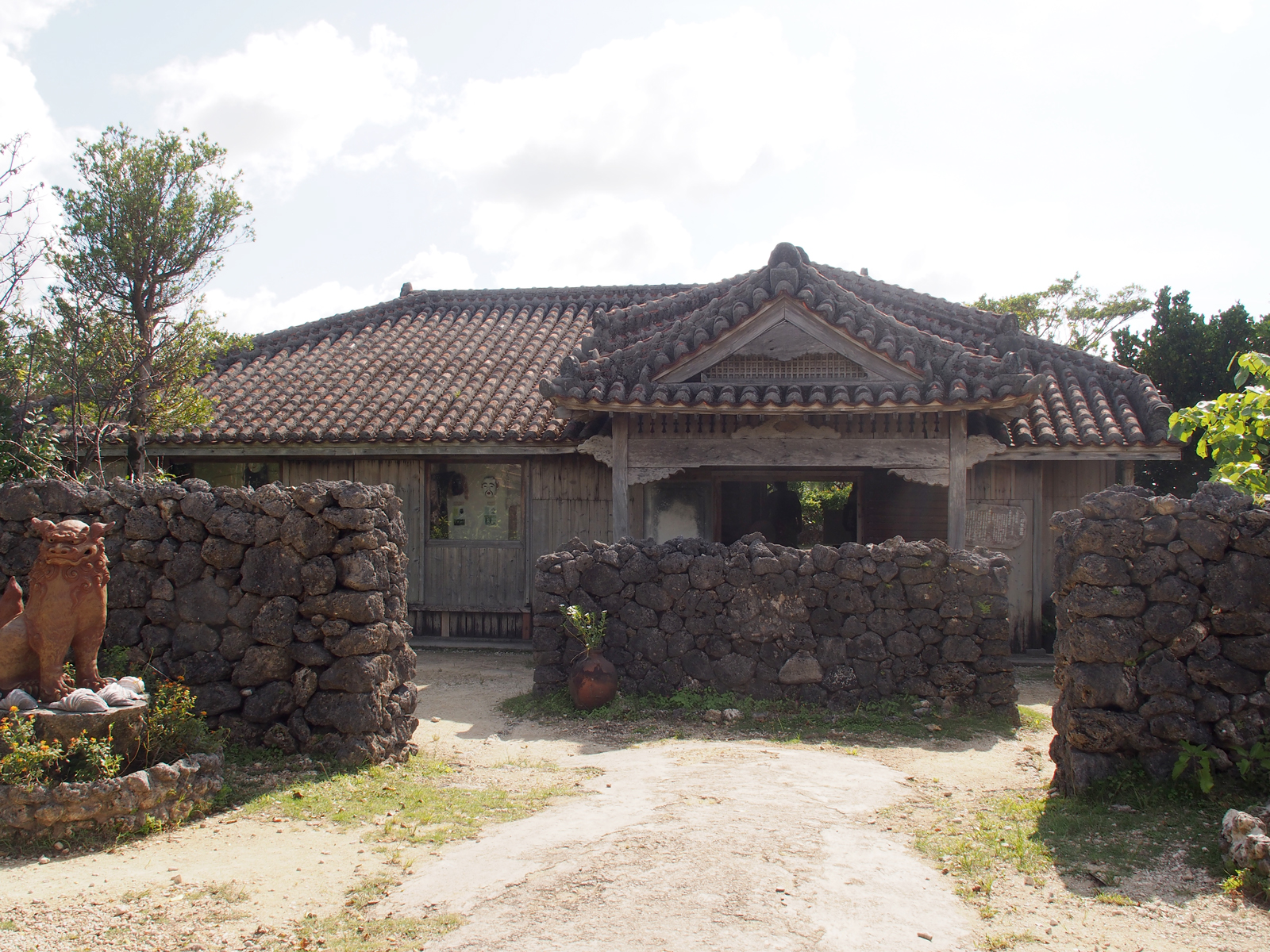
琉球石垣八重山村（日语：石垣やいま村）牧志邸的影壁

## 著名影壁
著名的影壁有故宫的九龙壁、中南海新华门内的为人民服务影壁等。